# Модран (Бијељина)
Модран је насељено мјесто у граду Бијељина, Република Српска, БиХ.

## Географија
Модран је удаљен 12 километара од Бијељине.

## Култура и образовање
Модран има једну основну школу — ОШ „Меша Селимовић“. Школа је петоразредна.

## Становништво
| Националност       | 1991.          | 1981.          | 1971.          |
| Срби               | 1.377 (97,59%) | 1.381 (96,84%) | 1.438 (99,79%) |
| Хрвати             | 2 (0,14%)      | 3 (0,21%)      | 1 (0,06%)      |
| Муслимани          | 0              | 1 (0,07%)      | 0              |
| Југословени        | 11 (0,77%)     | 8 (0,56%)      | 0              |
| остали и непознато | 21 (1,48%)     | 33 (2,31%)     | 2 (0,13%)      |
| Укупно             | 1.411          | 1.426          | 1.441          |

| Демографија | Демографија | Демографија |
| Година      | Становника  | Становника  |
| ----------- | ----------- | ----------- |
| 1948.       | 1.231       |             |
| 1953.       | 1.344       |             |
| 1961.       | 1.423       |             |
| 1971.       | 1.441       |             |
| 1981.       | 1.426       |             |
| 1991.       | 1.411       |             |